# União dos Escoteiros do Brasil
La União dos Escoteiros do Brasil (UEB, Unión de Scouts de Brasil) es la organización Scout Nacional en Brasil. El escultismo en Brasil fue fundado en 1910 y estaba entre los miembros de la Organización Mundial del Movimiento Scout en 1922. La União dos Escoteiros do Brasil fue fundada en 1924; y tiene  51,480 miembros registrados en 2008. La asociación es miembro de la  Comunidade do Escutismo Lusófono (Communidad de Escultismo  Lusófono ).
El escultismo en Brasil es muy popular en ciudades y áreas conurbanas. Los Scouts de Brasil asisten a eventos regionales y mundiales en grandes grupos. Estuvieron bien representados en el Jamboree Mundial de 1998 con 3,000 participantes. 